# Dolenja Dobrava (Gorenja vas – Poljane, Slovenija)
Dolenja Dobrava je naselje u slovenskoj Općini Gorenjoj vasi - Poljane. Dolenja Dobrava se nalazi u pokrajini Gorenjskoj i statističkoj regiji Gorenjskoj. 

## Stanovništvo
Prema popisu stanovništva iz 2002. godine naselje je imalo 204 stanovnika.